# Forndom
Forndom — проєкт шведського мультиінструменталіста Людвіга Сверда, якого також можна зустріти під псевдонімом H.L.H. Swärd. Раніше Людвіг творив від імені маловідомого проєкту Heathen Harnow, працюючи в тому ж скандинавському дарк-фольк стилі що і зараз в проєкті Forndom.

## Історія
Як часто говорить сам Людвіг, дня нього головне це атмосферність, як живого виступу, так і самої музики. Слухач або відвідувач виступу Forndom повинен відчувати себе так, як ніби він знаходиться в тій самій епосі похмурого скандинавського середньовіччя, відчути всім тілом присутність таємниці і темної північної мудрості.
Як музика, так і тексти пісень відіграють релігійне, духовне значення. Творчість Forndom сягає корінням в давнину, в скандинавську мітологію, язичництво і символіку півночі. Головна мета проєкту Forndom — допомогти людям не забути остаточно свої давні корені, які сягають набагато глибше, ніж епоха християнства, познайомити людей з духом і атмосферою дохристиянського вірування.
Спочатку Forndom уособлював сайт з фотографіями сільської місцевості, де проживає музикант. Натхненний рідними місцями, що зберігають давні таємниці і історію, і пам'ятники минулих століть у вигляді курганів і рунічних каменів, Людвіг почав займатися мистецтвом збереження моменту посередництвом фотографій.
У тому ж році H.L.H. Swärd відвідав фестивалі Arosian Black Mass, де виступали Draugurinn, які надихнули музиканта. Саме цю подію Людвіг називає стимулом, що підштовхнув його на створення музики. Шведу був потрібен певний час, щоб оформити внутрішню музику і відшукати характерне звучання. Результати цієї роботи можна почути на дебютному міні-альбомі під назвою «Flykt». Основною працею проєкту став повноцінний альбом «Dauðra Dura», виданий тим же лейблом.
Музика Forndom є квінтесенцією особистих переживань автора, містичного досвіду й відбиття духу місцевості Свеаланду (історичний регіон Швеції) і народу, що живе там. Звичайно, не обійшлося і без впливу фольклору і літератури. Людвіг говорив про те, що, часом натхнення, крім прогулянок на природі, приходить до нього під час читання наукових праць.
Музику можна описати як поєднання ембієнту, фольку та ритуальної складової.

## Дискографія
- Flykt (EP) — 2015
- Dauðra Dura — 2016
- Faþir — 2020